# ラウドン伯爵
ラウドン伯爵（英: Earl of Loudoun、[ˈlaʊdən]）は、イギリスの貴族、伯爵。スコットランド貴族爵位。第2代ラウドンのキャンベル卿ジョン・キャンベルが1633年に叙されたことに始まる。度重なる女系継承を経て、現在はアブニー＝ヘイスティングズ家が爵位を保持する。

## 歴史

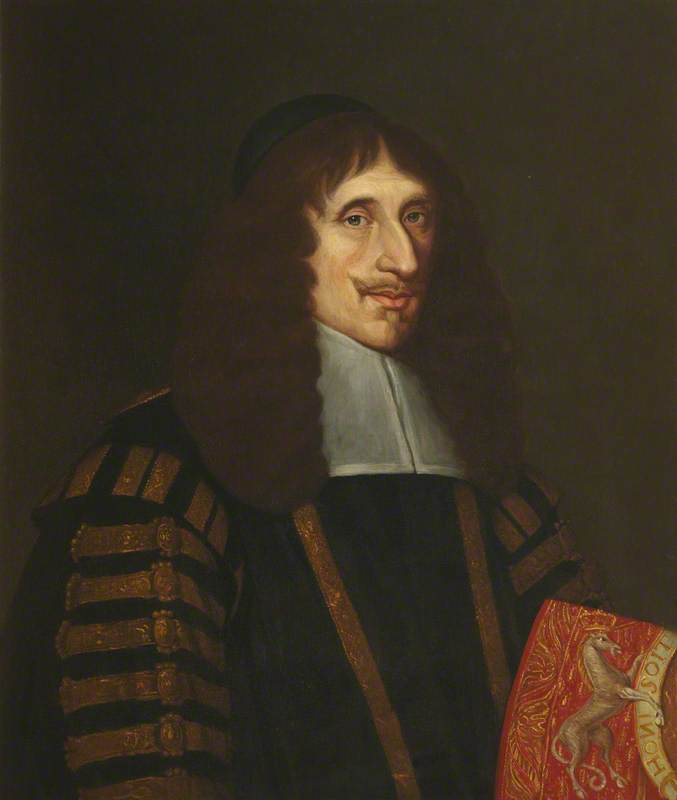
初代ラウドン伯爵の肖像画

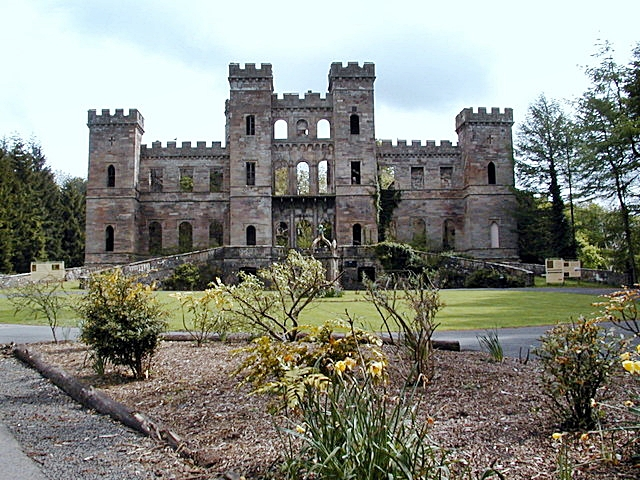
かつての伯爵家の居城ラウドン城、2003年撮影。

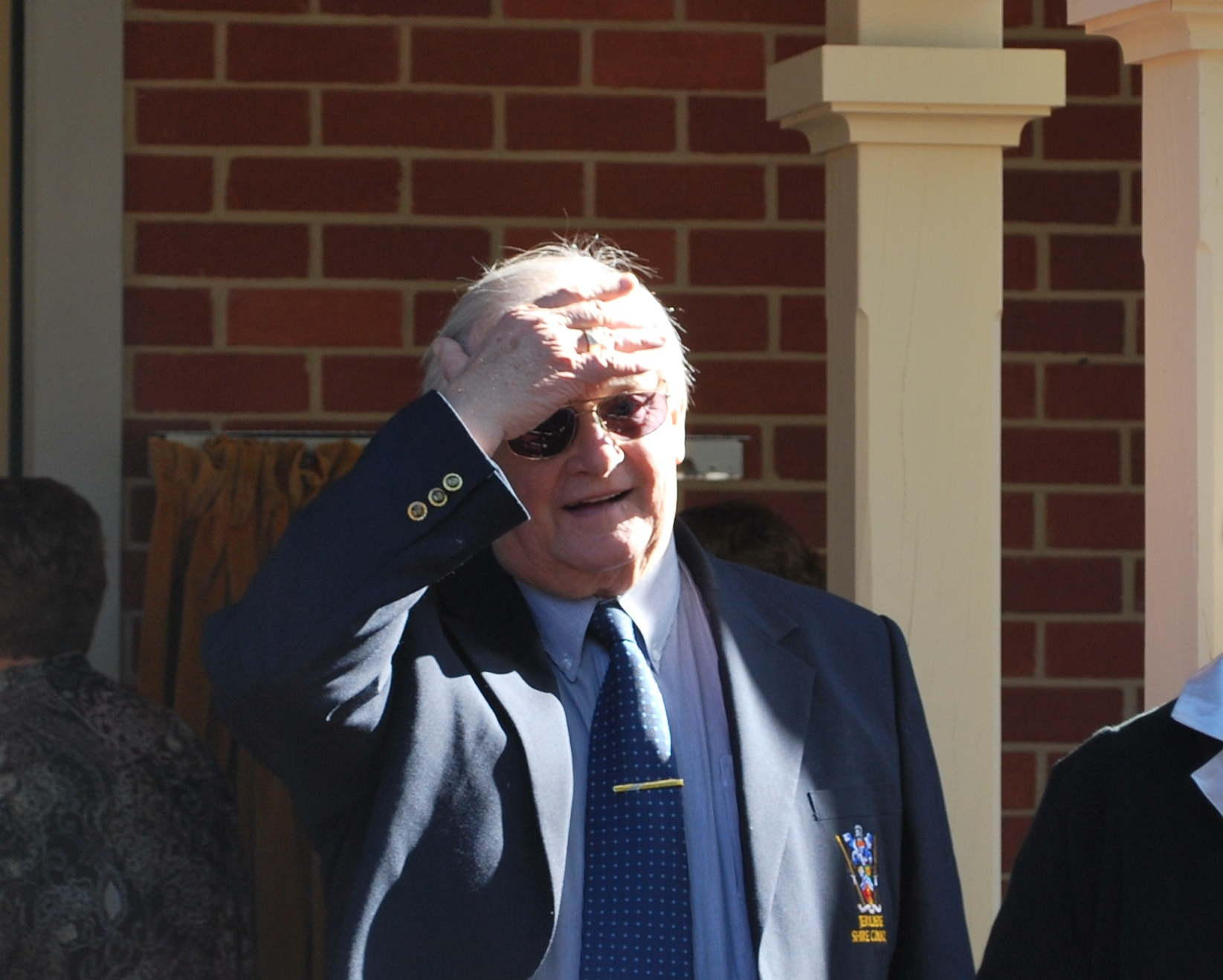
14代ラウドン伯爵。

キャンベル氏族の一員ヒュー・キャンベル(1622年没)は、1601年6月30日にスコットランド貴族としてラウドンのキャンベル卿(Lord Campbell of Loudoun)に叙された。彼の孫娘マーガレット(1607年没)は同族のジョン・キャンベルと結婚したが、キャンベル卿はこの義理の孫に爵位を譲るべく卿位を退いた。ただしジョンが直ちに卿位を襲うことはなく、祖父の死去後の1622年に卿位を継承した。
このジョン・キャンベル(1598–1662)は清教徒革命から王政復古期にかけて、同族の長たる初代アーガイル侯爵とともに王党派と議会派を両天秤にかけて活動した。新王チャールズ1世が1626年に失効法を定めた際、同法の適用緩和を求めるスコットランド貴族使節団の一人に選ばれた。ジョンはこの時の謁見で国王の知遇を得たのち、1633年に男子への相続を求めるスコットランド貴族爵位のラウドン伯爵(Earl of Loudoun)とタリナン＝モウクリン卿(Lord Tarrinzean and Mauchline,[təˈriŋən-ənd-ˈmɑːwxlin] )を授けられた。これが伯爵家の嚆矢で、以降は彼の直系子孫で継承が続く。
初代伯の孫にあたる3代伯ヒュー(1675-1731)はスコットランド王国の国務大臣を務めた政治家で、1706年3月のイングランド王国との合同交渉ではスコットランド側の交渉委員の一人に選ばれている。彼は翌年に一旦爵位を王冠に返上して再叙爵を受け（ノヴォダマス）、伯爵位の継承条件を初代伯爵の両系相続人に変更させている。これにより、ラウドン伯爵位は男子相続人を欠いた場合にも女性による襲爵が可能となり、現代まで連綿と続く爵位継承のきっかけとなった。
その子の4代伯ジョン(1705-1782)は七年戦争を戦った将軍で、在北米英軍総司令官やエディンバラ城代を務めている。彼の死後は息子のジェームズが爵位を襲った。
5代伯ジェームズ(1726–1786)には息子がいなかったため、最初の女系継承が発生して一人娘のフローラ(1780–1840)が伯爵位を継承した。彼女はアイルランド貴族の第2代モイラ伯爵フランシス・ロードン＝ヘイスティングズと結婚したため、爵位はヘイスティングズ家に継承されることとなる。なお、夫のモイラ伯爵はインド総督としてゴルカ戦争や第三次マラータ戦争を推進した人物で、1816年には連合王国貴族のヘイスティングズ侯爵へと位階を進めている。そのため、夫妻の子ジョージは父からヘイスティングズ侯爵やモイラ伯爵を、母からはラウドン伯爵以下のスコットランド貴族爵位を相続している。しかし、2代侯ジョージ(1808–1844)の長男3代侯ポーリン(1832–1851)、次男4代侯ヘンリー(1842–1868)はいずれも夭折したことから、ヘイスティングズ侯爵位を始めとする初代侯の得た爵位・モイラ伯爵位は4代侯の死後に断絶した。この際にラウドン伯爵位は再び女系継承が起こり、4代侯の姉イーディスが爵位を継いでいる。
10代女伯イーディス(1833–1874)は伯爵位継承後の1871年に4代侯の死後保持者不在となっていたイングランド貴族爵位群（ボトリー男爵、ハンガーフォード男爵、ド・モリンズ男爵、ヘイスティングズ男爵）の継承者に確定している。なお、彼女の夫チャールズ・クリフトン自身も1880年に連合王国貴族としてドニントン男爵を得ていたことから、夫妻の子チャールズは父からはドニントン男爵位を、母からはラウドン伯爵位やイングランド貴族爵位群を継承した。
その11代伯チャールズ(1855-1920)は子のないまま死去したことで三度女系継承が発生、弟の娘イーディス・モードが第12代ラウドン伯爵となる。他方、ドニントン男爵位は弟が継承し、4つのイングランド貴族爵位は弟の娘3名の間で停止状態となった。
しかし、12代女伯イーディス(1883–1960)は一人息子を第二次世界大戦で失ったために、四度目の女系継承が行われた。ラウドン伯爵位はイーディスの長女バーバラ（13代女伯、1919-2002）が継承している。以降は彼女の長男（14代伯マイケル）の系統で存続している。
14代伯マイケル(1942-2012)は2004年に Channel 4のドキュメンタリー番組『Britain's Real Monarch』で「英王位の正当な継承者」として取り上げられて反響を呼んだ。
その子である15代伯サイモン(1974-)が2021年現在のラウドン伯爵家当主を務めている。

## 現当主の保有爵位
現当主である第15代ラウドン伯爵サイモン・マイケル・アブニー＝ヘイスティングズは以下の爵位を有する。
- 第15代ラウドン伯爵(15th Earl of Loudoun)
（1633年5月12日の勅許状によるスコットランド貴族爵位）
- 第15代ラウドンのキャンベル卿(15th Lord Campbell of Loudoun)
（1601年6月30日の勅許状によるスコットランド貴族爵位）
- 第15代タリナン＝モウクリン卿[7](15th Lord Tarrinzean and Mauchline)
（1633年5月12日の勅許状によるスコットランド貴族爵位）

## 一覧

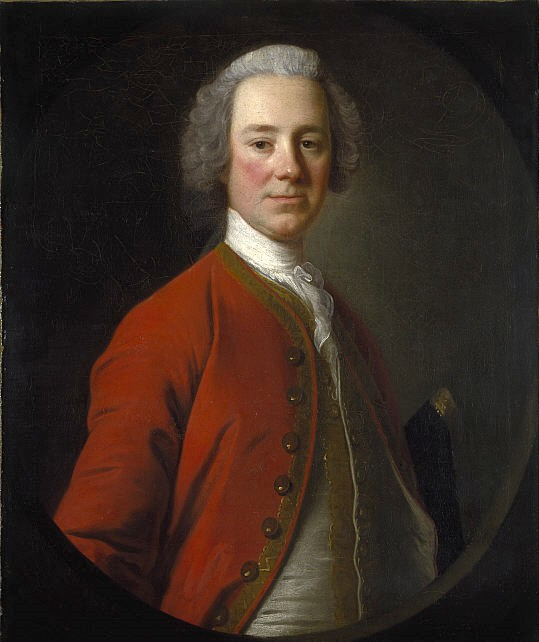
第4代ラウドン伯爵。七年戦争期の軍人として活躍。

### ラウドンのキャンベル卿（1601年）
- 初代ラウドンのキャンベル卿ヒュー・キャンベル（1622年没）
- 第2代ラウドンのキャンベル卿ジョン・キャンベル　(1598–1662)

### ラウドン伯爵（1633年）
- 初代ラウドン伯爵ジョン・キャンベル (1598–1662)
- 第2代ラウドン伯爵ジェームズ・キャンベル (d. 1684)
- 第3代ラウドン伯爵ヒュー・キャンベル (d. 1731)
- 第4代ラウドン伯爵ジョン・キャンベル（英語版） (1705–1782)
- 第5代ラウドン伯爵ジェームズ・ミュア＝キャンベル (1726–1786)
- 第6代ラウドン女伯爵フローラ・ミュア＝キャンベル (1780–1840)
- 第7代ラウドン伯爵（第2代ヘイスティングズ侯爵）ジョージ・オーガスタス・フランシス・ロードン＝ヘイスティングズ (1808–1844)
- 第8代ラウドン伯爵（第3代ヘイスティングズ侯爵）ポーリン・レジナルド・セルロ・ロードン＝ヘイスティングズ  (1832–1851)
- 第9代ラウドン伯爵（第4代ヘイスティングズ侯爵）ヘンリー・ウェイズフォード・チャールズ・プランタジネット・ロードン＝ヘイスティングズ (1842–1868)
- 第10代ラウドン女伯爵イーディス・モード・ロードン＝ヘイスティングズ (1833–1874)
- 第11代ラウドン伯爵チャールズ・エドワード・ロードン＝ヘイスティングズ (1855–1920)
- 第12代ラウドン女伯爵イーディス・モード・アブニー＝ヘイスティングズ（英語版） (1883–1960)
- 第13代ラウドン女伯爵バーバラ・ハドルストン・アブニー＝ヘイスティングズ（英語版） (1919–2002)
- 第14代ラウドン伯爵マイケル・エドワード・アブニー＝ヘイスティングズ（英語版） (1942–2012)
- 第15代ラウドン伯爵サイモン・マイケル・アブニー＝ヘイスティングズ（英語版） (1974-)

爵位の推定相続人は現当主の弟であるマーカス・ウィリアム・アブニー＝ヘイスティングズ閣下。